# Alec Trevelyan
Alexander "Alec" Trevelyan is een personage uit de James Bondfilm GoldenEye (1995) gespeeld door acteur Sean Bean.
Trevelyan is net als James Bond een 00-agent, wat inhoudt dat hij een vergunning om te doden heeft. Zijn nummer is 006. Trevelyan heeft een ontmoeting met Bond in een chemisch wapendepot in het Russische Archangelsk. Samen hebben zij als doel de fabriek op te blazen. Het lijkt te lukken, maar dan slaat het noodlot toe. De Russen vallen binnen en gijzelen 006. In ruil voor Bonds overgave zegt Kolonel Ourumov (later gepromoveerd tot generaal) Trevelyan te laten gaan. Als het de kolonel te lang duurt, schiet hij 006 neer.
Negen jaar later zit Bond nog steeds met de dood van zijn collega in zijn maag. Dan blijkt Trevelyan het brein achter de verdwijning van de geheime 'GoldenEye' te zijn. Als Janus, de Romeinse god met de twee gezichten, opereert hij al jaren tégen de Britten. Bond is verbijsterd als hij Trevelyan na hem al die jaren dood gewaand te hebben weer ziet.
Na een aantal pogingen om Bond uit de weg te ruimen, staan de twee oude vrienden uiteindelijk tegenover elkaar in Cuba. Daar heeft Trevelyan zijn laatste plan (met behulp van de GoldenEye-satelliet de Bank of England en Rusland te beroven) bijna ten uitvoer gebracht. Bond en computerprogrammeur Natalya weten roet in het eten te gooien door de toegangscodes van het computerprogramma te veranderen. Dit geeft Bond net genoeg tijd om Trevelyan achterna te gaan in de enorme radiotelescoop die wordt gebruikt om de 'GoldenEye' te besturen. Na een gevecht belanden Bond en Trevelyan beiden gehavend op een wankel antenneplatform. Net op het moment dat 006 Bond over de rand wil kiepen, verliest hij zijn evenwicht. Bond weet Trevelyan nog net bij zijn been te pakken, zodat hij ondersteboven tientallen meters boven de grond bungelt. Bonds haat jegens Trevelyan is duidelijk. Zonder schroom laat hij los. Met een enorme klap valt 006 op zijn rug op de harde grond. Maar pas als de radiotelescoop explodeert en boven op hem terechtkomt, is dat zijn definitieve einde.

## Handlangers
- Xenia Onatopp
- Boris Grishenko
- Generaal Ourumov